# Advance Wars 2: Black Hole Rising
Advance Wars 2: Black Hole Rising es un videojuego de estrategia por turnos para Game Boy Advance, perteneciente a la serie de juegos Nintendo Wars.
Advance Wars 2: Black Hole Rising es la secuela de Advance Wars, juego también de Game Boy Advance, y cuenta con mejoras y novedades respecto a su predecesor. Existen nuevos Oficiales Jefe (OJ), todos los OJ poseen nuevos ataques especiales (ahora 2 en vez de 1), hay nuevos tipos de terreno y también una nueva unidad: el neotanque. Este juego, a su vez, también cuenta con una nueva secuela para Nintendo DS: Advance Wars: Dual Strike.

## Argumento
Todo empieza en el territorio de Macro Land, cuando el ejército de Black Hole decide invadir los países de Cosmo Land: Orange Star, Blue Moon, Green Earth y Yellow Comet. En esta entrega las cuatro naciones luchan independientemente contra un mismo invasor. El Ejército de Black Hole está regido por el general Sturm, uno de los OJ más poderosos que existen.
El objetivo del juego es ir ganando batallas mediante estrategias y tácticas en los distintos países para llegar a la isla de Black Hole, donde Sturm espera para vengarse de la derrota que sufrió en Advance Wars.
En Advance Wars 2 los OJ tienen un poder y un superpoder (a excepción de Sturm) , estos se cargan durante la partida y cuando el jugador ha cargado su barra de poder tiene la opción de usarlo o esperar a cargar su superpoder para aumentar su ventaja

## OJs
En Advance Wars 2 existen un total de 19 Oficiales Jefe (OJs).
También hay 5 países que conforman Macro Land que son: Orange Star, Blue Moon, Yellow Comet, Green Earth y Black Hole.

### OJs de Orange Star
| OJ    | Habilidad | Debilidad                                                                         | Poder especial | Super poder especial |
| Andy  | Ninguna. Sin embargo, Andy tampoco posee ninguna debilidad.                                                              | Ninguna. Sin embargo, Andy posee ninguna habilidad.                               | Mega Reparación: Todas las unidades de Andy ganan 2 PV (no pueden pasar de 10). Aumenta la defensa un 10% (110%).                   | Impulso Técnico: Todas las unidades reciben 5 PV, +1 en movimiento, un 10% más de potencia (110%) y un 10% más en defensa (110%).                                                       |
| Max   | Unidades de combate directo potentes. (120% potencia de ataque)                                                          | Unidades de combate indirecto débiles. (-1 distancia de ataque y 90% de potencia) | Max Fuerza: Incrementa el ataque de las unidades de ataque directo. (140% potencia, +1 movimiento directo y 110% de defensa)        | Onda Expansiva: Incrementa el ataque de las unidades de ataque directo. (160% potencia, +2 movimiento directo y 110% de defensa)                                                        |
| Sami  | Infantería fuerte (130% potencia de ataque). La infantería captura edificios un 50% más rápido que la infantería normal. | Combate directo débil. (90% potencia de ataque)                                   | Super avance: Infantería y mecanizada reciben +1 en movimiento, 110% de defensa y 150% de ataque.                                   | Marcha triunfal: Infantería y mecanizada reciben +2 en movimiento y 180% de ataque, 110% de defensa y pueden capturar propiedades en un día independientemente de sus PV.               |
| Nell  | Muy buena suerte (infligen mayor daño con frecuencia, +15%).                                                             | Ninguna.                                                                          | Hiper estrella: Incrementa aún más la suerte de Nell (+60%). Aumenta su defensa a 110%.                                             | Señora fortuna: Incrementa más la suerte de Nell (+100%). Aumenta su defensa a 110%. |
| Hachi | Usa rutas comerciales secretas para obtener un menor coste de despliegue de unidades (90% coste de unidades).            | Ninguna.                                                                          | Trueque: Habla con tanta autoridad que consigue costes de despliegues aún menor (50% coste de unidades). Aumenta su defensa a 110%. | Sindicato: Se reducen los costes de despliegue de tropas (50% coste de unidades) y, gracias a sus amigos mercaderes, puede desplegar en cualquier propiedad. Aumenta su defensa a 110%. |

### OJs de Blue Moon
| OJ    | Habilidad                                                             | Debilidad | Poder especial | Super poder especial |
| Olaf  | Sin penalización de movimiento en la nieve.                           | Penalizaciones durante lluvia son ligeramente más severas que las de los otros OJs; Son las mismas que los otros OJs experimentarían en la nieve. | Ventisca: Provoca una nevada, obstaculizando el movimiento enemigo. Aumenta su defensa a 110%.                             | Furia invernal: Provoca una nevada que resta 2PV al enemigo. Aumenta su defensa a 110%.                                                                          |
| Grit  | Unidades de combate indirecto fuertes (120%); +1 distancia de ataque. | Unidades de combate directo débiles (80% potencia de ataque)                                                                                      | Emboscada: Incrementa la distancia de ataque indirecto en 1 y su potencia de ataque en un 150%. Aumenta su defensa a 110%. | Super Tirador: Incrementa la distancia de ataque indirecto en 2 y su potencia de ataque en un 150%. Aumenta su defensa a 110%.                                   |
| Colin | Coste de producción un 20% menor.                                     | Unidades débiles (90% potencia de ataque). | Fiebre del oro: Incrementa en un 50% los fondos recibidos. Aumenta su defensa a 110%.                                      | Poder del dinero: La potencia de sus unidades aumentará dependiendo de la cantidad de dinero que tenga ({[(100/30) x (cantidad de dinero/1000)]-10}% de ataque). |

### OJs de Yellow Comet
| OJ     | Habilidad | Debilidad                                                 | Poder especial | Super poder especial |
| Kanbei | Gran capacidad tanto de ataque como de defensa (130%). | Gran coste de despliegue (+20%).                          | Fuerza Moral: Aumenta el rango de ataque de todas las unidades (150%). Aumenta su defensa a 140%.                                                                    | Espíritu Samurai: Refuerza la capacidad defensiva (160%) y ofensiva de todas las unidades (150%). El daño infligido en contraataques se multiplica por 1,5.                                                                            |
| Sonja  | Tiene un mayor rango de visión en niebla de guerra (1 espacio más) y el enemigo no puede ver sus PV. Tiene un poder del 150% en el contraataque.                | Menos 10% de Suerte.                                      | Visión Aumentada: Aumenta el rango de visión en 1 espacio y muestra las unidades enemigas escondidas en bosques, arrecifes y otras áreas. Aumenta su defensa a 110%. | Contraataque:Aumenta el rango de visión en 1 espacio y muestra las unidades enemigas escondidas en bosques, arrecifes... Los contraataques son mucho más fuertes ya que ataca antes cuando esta es atacada. Aumenta su defensa a 110%. |
| Sensei | Muy poderosos helicópteros (150% de potencia) e infanterías/mecanizadas (140% de potencia). Tiene una gran capacidad de transporte (+1 del rango de movimiento) | Unidades navales débiles (90%) y vehículos débiles (90%). | Misión aérea: Sube la capacidad ofensiva de los helicópteros (175%) y aparecen unidades de infantería en todas sus ciudades con 9PV. Aumenta su defensa a 110%.      | Asalto aéreo: Sube la capacidad ofensiva de los helicópteros y aparecen unidades mecanizadas en todas sus ciudades con 9PV. Aumenta su defensa a 110%.                                                                                 |

### OJs de Green Earth
| OJ    | Habilidad | Debilidad                                                            | Poder especial | Super poder especial |
| Eagle | Las unidades aéreas usan menos combustible que la del enemigo (-2 de uso de combustible). También tiene mayor potencia ofensiva (115%) y defensiva (110%). | Las unidades navales son bastante más débiles (70%).                 | Asalto Relámpago: Aumenta la capacidad ofensiva (130%) y defensiva (130%) de todas las unidades aéreas. Aumenta su defensa a 110% con el resto.                                                                            | Ataque Relámpago: Todas las unidades que no sean de infantería y hayan ejecutado órdenes podrán moverse otra vez. Aumenta la capacidad ofensiva (130%) y defensiva (130%) de todas las unidades aéreas. Aumenta su defensa a 110% con el resto.                 |
| Drake | Las unidades navales avanzan 1 espacio más que las del enemigo y sus defensas son más altas (110%). No le afecta la lluvia.                                | Las unidades aéreas son bastante más débiles (70%).                  | Tsunami: Provoca un maremoto que resta 1 PV a todas las unidades enemigas y reduce su combustible a la mitad. Aumenta la capacidad defensiva (120%) de todas las unidades navales. Aumenta su defensa a 110% con el resto. | Tifón:Provoca un maremoto que resta 2 PV a las unidades enemigas y reduce su combustible a la mitad. Obstaculiza el movimiento enemigo con lluvia. Aumenta la capacidad defensiva (120%) de todas las unidades navales. Aumenta su defensa a 110% con el resto. |
| Jess  | Sus vehículos tienen una potencia ofensiva superior (110%).                                                                                                | La infantería y las unidades aéreas y navales son más débiles (90%). | Turbo: El rango de movimiento de sus vehículos sube 1 espacio. Aumenta la potencia de disparo (130%) y recibe munición y combustible.                                                                                      | Superturbo: Aumenta el rango de movimiento de sus vehículos 2 espacios, así como la potencia ofensiva (150%). Recibe munición y combustible. |

### OJs de Black Hole
| OJ            | Habilidad | Debilidad                                                                                 | Poder especial | Super poder especial |
| Helmut/Flak   | Gran potencia de disparo (+15% de suerte). | Se basa solamente en su fuerza. Su técnica suele ser bastante chapucera (-10% de suerte). | Fuerza Bruta: Aumenta la dispersión del fuego (-20% de suerte). Existe la posibilidad de un ataque superpotente (+40% de suerte), aunque no siempre. Aumenta su defensa a 110%. | Golpe Bárbaro: Su poder ofensivo aumenta en forma espectacular(+80% de suerte), al igual que el rango de dispersión (-30% de suerte). Aumenta su defensa a 110%.                   |
| Kat/Lash      | Es una experta en aprovechar las características del terreno en su favor (+10% de ataque por cada estrella de terreno).                         | Ninguna.                                                                                  | Táctica de Campo: Además de usar las características del terreno en su favor, hace que el coste de movimiento de su unidad sea 1. Aumenta su defensa a 110%.                    | Táctica superior: Aumenta la potencia ofensiva (se duplican la cantidad de estrellas) y, además, hace que el coste de movimiento de sus unidades sea 1. Aumenta su defensa a 110%. |
| Adder         | Experto en tomar decisiones rápidas. Puede utilizar su poder de OJ antes que los demás OJ.                                                      | Ninguna.                                                                                  | Viento Lateral: El rango de movimiento de todas las unidades aumenta 1 espacio. Aumenta su defensa a 110%.                                                                      | Escuadrón Mortal: El rango de movimiento de todas las unidades aumenta 2 espacios. Aumenta su defensa a 110%.                                                                      |
| Maverik/Hawke | Todas las unidades poseen una potencia de ataque superior (110%).                                                                               | Necesita más tiempo que los demás OJ para usar su Poder.                                  | Ola Negra: Todas las unidades dañadas recuperan 1 PV. Además, todas las unidades enemigas pierden 1 PV. Aumenta su defensa a 110%.                                              | Tormenta Negra: Todas las unidades dañadas recuperan 2 PV. Además, todas las unidades enemigas pierden 2 PV. Aumenta su defensa a 110%.                                            |
| Sturm         | Todas las unidades tienen una potencia superior (120% de ataque y 120% de defensa). El rango de su movimiento es igual en todo tipo de terreno. | Débil en la nieve. (Su rango de movimiento se ve afectado, como si fuera un OJ normal)    | Sturm concentra toda su energía en su Superpoder. Es tan fuerte que no necesita un Poder de OJ normal.                                                                          | Meteoroataque: Hace caer del espacio un meteoro enorme que resta 8 PV a todas las unidades afectadas. Mejora las condiciones de sus unidades (140% de ataque y 150% de defensa).   |

## Paralelismos en el mundo real
Los ejércitos de Advance Wars parecen tener propiedades (equipamiento, vehículos, apariencia del OJ, etc.) similares a las de ejércitos que existen o existieron en algún momento de la historia. Orange Star parece modelado a partir del ejército moderno de los Estados Unidos de América, se ve claramente en los cascos de los soldados y los vehículos. Blue Moon se asemeja a la Unión Soviética por el tipo de boinas que llevan los soldados, que se asemejan a las que usaban los soldados soviéticos en la Segunda Guerra Mundial, las habilidades relacionadas con la nieve de Olaf y las alegorías al comunismo en las habilidades y poderes de Colin; Yellow Comet recuerda al ejército japonés de la Segunda Guerra Mundial, Green Earth surge a partir del Reino Unido, con Jess y sus habilidades para suministrar munición y combustible, además de los sonidos de maquinaria en su tema musical siendo referencias a la revolución industrial; Drake siendo una referencia al famoso pirata inglés Sir Francis Drake; y Eagle siendo una posible referencia a la fuerza aérea británica y al gran número de aeropuertos y aeródromos que pueden encontrarse a lo largo del país; y Black Hole, aunque es sospechado que es un ejército que viene de otro mundo, tiene claras referencias a la Alemania de la Segunda Guerra Mundial, con OJ como Sturm, y Flak, cuyos nombres provienen del alemán, El uniforme de Hawke recuerda a la Wehrmacht y a la excesiva militarización de los Oficiales Jefe.
Como anécdota, se especula que Orange Star no se llamó Red Star fuera del Japón para evitar referencias a la estrella roja utilizada frecuentemente como símbolo del comunismo.

## Trucos
- A medida que pases el juego, se desbloquearán los OJs, al terminar Blue Moon estarán disponibles Grit y Olaf en la tienda de Hachi, y al comprar ambos se desbloqueara Colin y también estará disponible en la tienda. Para desbloquear a los demás debes completar su país y comprarlos en la tienda de Hachi por el precio de 600pts cada uno a excepción de los OJs de Black Hole y Nell y Hachi.
- Al completar Black Hole solo estarán disponibles en la tienda Kat por 1500pts, Adder por 2000pts y Maverik por 3000pts.
- Para desbloquear a Sturm debes terminar la Campaña con un rango "S", y estará en la tienda de Hachi por 4000pts.
- Para desbloquear a Nell debes terminar la Campaña normal y comprarla por el precio de 3500pts.
- Para desbloquear a Hachi Debes terminar la campaña mayor, esta se desbloquea al completar la campaña normal con cualquier rango al precio de 1000pts al igual que la sección sonido pero por el precio de 5000pts.